# Cecilies verden
Cecilies verden er en dansk dokumentarfilm fra 1998, der er instrueret af Anja Dalhoff.

## Handling
Cecilie er en pige på seks år, der fra fødslen er fysisk og mentalt skadet på grund af moderens stof- og alkoholmisbrug. Cecilies biologiske mor begik selvmord umiddelbart efter fødslen, og Cecilie har, siden hun var halvandet år, boet hos en plejefamilie. Filmen følger Cecilie i hendes hverdag, med familien og i børnehaven, hvor hun på trods af sit handicap er glad og klarer sig godt.